# Gare de Fosses-la-Ville
 (novembre 2019).
Si vous disposez d'ouvrages ou d'articles de référence ou si vous connaissez des sites web de qualité traitant du thème abordé ici, merci de compléter l'article en donnant les références utiles à sa vérifiabilité et en les liant à la section « Notes et références ».
La gare de Fosses-la-Ville est une ancienne gare ferroviaire belge de la ligne 150, de Tamines à Anhée située à Fosses-la-Ville dans la commune du même nom, en Région wallonne dans la province de Namur.
Elle est désormais fermée au trafic des voyageurs et la ligne a été démontée mais le bâtiment existe toujours et est habité.

## Situation ferroviaire
La gare de Fosses-la-Ville était située au point kilométrique 10,50 de la ligne 150, de Tamines à Anhée entre les gares d’Aisemont et la halte de Bambois.
La ligne 150 a été démontée sur presque tout son parcours à la fin du XXe siècle.

## Histoire
Un arrêt fut ouvert à Fosses-la-Ville dès l'ouverture de la ligne le 3 septembre 1879. Il faudra attendre 1891 pour que la ligne 150 soit ouverte en intégralité de Tamines à Anhée.
Comme toutes les gares d'origine de la ligne, le bâtiment fut construit en utilisant le modèle habituel pour les lignes construites par des concessionnaires privés entre 1873 et les années 1890 : le Plan type 1873.
La gare possède une halle à marchandises qui existe toujours et semble avoir été reconvertie en habitation.
La nationalisation de la Compagnie du Nord - Belge en 1940 a entraîné la disparition du trafic de transit qui empruntait la portion nord de la ligne 150 au profit de la ligne 154 Namur - Dinant au profil beaucoup plus facile.
En août 1962, le trafic voyageurs entre Tamines et Anhée est transféré sur la route. Les rails seront conservés à titre stratégique au-delà d'Aisemont avant d'être démontés au début des années 2000. Un RAVeL a été installé sur le reste de la ligne 150 entre Aisemont et Anhée.

### Le bâtiment de la gare
Il s'agit d'une gare de plan type 1873 qui possédait une aile de quatre travées servant de salle d'attente et une aile de service en U avec une toiture à croupes et une cour intérieure. Un porche saillant sous bâtière transversale donnait accès à la salle d'attente côté rue.
Après sa fermeture, la gare est reconvertie en habitation. Elle a récemment été rénovée, ce qui a entraîne l'allongement de l'aile basse et la disparition de quelques éléments d'origine (le porche d'entrée et la forme de la corniche).
Depuis cette dernière rénovation, le bâtiment accueille le centre d'interprétation (musée) ReGare, consacré au patrimoine de Fosses-la-Ville et de sa région.